# Mauricio Pozo
Mauricio Pozo (San Vicente de Tagua Tagua, 16 de outubro de 1970) é um ex-futebolista chileno que atuava como defensor.

## Carreira
Mauricio Pozo integrou a Seleção Chilena de Futebol na Copa América de 2001.